# Серяков, Александр Ефимович
Александр Ефимович Серяков — советский хозяйственный, государственный и политический деятель, Герой Социалистического Труда.

## Биография
Родился 01 июня 1931 года в селе Вылково. Член КПСС.
С 1944 года — на хозяйственной, общественной и политической работе. В 1944—1991 гг. — прицепщик, механизатор, тракторист колхоза «Путь Ленина» Тюменцевского района Алтайского края.
Указом Президиума Верховного Совета СССР от 13 декабря 1972 года за большие успехи, достигнутые в увеличении производства и продажи государству зерна, других продуктов земледелия и проявленную трудовую доблесть на уборке урожая присвоено звание Героя Социалистического Труда с вручением ордена Ленина и золотой медали «Серп и Молот».
Делегат XXVI съезда КПСС.
Умер в селе Вылково 15 августа 2004 года.